# Острожок (Житомирская область)
Острожок (укр. Острожок) — село на Украине, основано в 1768 году, находится в Барановском районе Житомирской области.
Код КОАТУУ — 1820684803. Население по переписи 2001 года составляет 592 человека. Почтовый индекс — 12723. Телефонный код — 4144. Занимает площадь 30,076 км².

## Адрес местного совета
12722, Житомирская область, Барановский р-н, с.Рогачов